# Кошутич, Урош
У́рош Кошу́тич (серб. Урош Кошутић; 11 ноября 1991, Белград) — сербский футболист, полузащитник.

## Биография
Урош является воспитанником «Земуна», за который начал выступать с 9 лет. С 2008 по 2011 играл за клуб «Милутинац» из Земуна.
Летом 2011 года присоединился к клубу «Доньи Срем». За команду из Печинци Кошутич дебютировал в игре 2 тура против «Срема». В сезоне 2011/12 Урош провёл 5 матчей, его команда заняла второе место в Первой лиге Сербии и получила право на следующий год выступать в Суперлиге Сербии. 11 августа 2012 полузащитник провёл первую игру в высшем футбольном дивизионе Сербии. Летом 2013 года Урош был отдан на полгода в аренду в «Земун».
Завершил карьеру в 2020 году в составе клуба «Дунав» из города Стары Бановцы.